# Caroline chérie (film, 1968)
Pour les articles homonymes, voir Caroline chérie.
Pour plus de détails, voir Fiche technique et Distribution.
Caroline chérie est un film ouest-germano-italo-français de Denys de La Patellière sorti en 1968.
C'est un remake du film de 1951 : Caroline chérie de Richard Pottier avec Martine Carol.

## Synopsis
Caroline est la fille du comte de Bièvres, un aristocrate désargenté qui veut la marier. Lors d'une partie de campagne au bois de Vincennes, alors que la prise de la Bastille est imminente en ce 14 juillet 1789, elle fait la connaissance de Gaston de Sallanches qui va l'initier à l'amour. Comme ce dernier est réfractaire au mariage, elle doit se résoudre à épouser Georges Berthier, un révolutionnaire peu avenant, mais riche, avocat et député à la Convention. Celui-ci est bientôt mis en accusation par Robespierre et Caroline doit s'enfuir pour sauver sa tête. Elle va alors enchaîner des rencontres galantes qui lui feront traverser tous les périls et retrouver Gaston de Sallanches, devenu l'un des officiers de Bonaparte.

## Fiche technique
Sauf indication contraire, les informations mentionnées dans cette section peuvent être confirmées par la base de données cinématographiques Unifrance,  présente dans la section « Liens externes ».
- Titre original français et titre italien : Caroline chérie[1]
- Titre allemand : Caroline chérie (Schön wie die Sünde)[2]
- Réalisation : Denys de La Patellière
- Scénario :  D'après le roman de Cécil Saint-Laurent (presses de la Cité)
- Adaptation et Dialogue : Cécil Saint-Laurent
- Assistant réalisateur : Roberto Bodegas
- Chef de production : Jacques-Paul Bertrand
- Photographie : Sacha Vierny
- Opérateur : Philippe Brun
- Musique : Georges Garvarentz
- Chanson : Caroline chérie est interprétée par Charles Aznavour, paroles de Charles Aznavour et musique de Georges Garvarentz (disques Barclay
- Orchestration de Mario Bua et Jack Helison - Orchestre symphonique de Rome sous la direction de Carlo Savina
- Décors : Jean André, assisté de Jean Forestier et Michèle de Broin
- Son : Jean Rieul
- Montage : Claude Durand
- Montage sonore : Michèle Boehm
- Régisseurs généraux : Serge Lebeau, Philippe Modave et Jean Rognoni
- Régisseur adjoint : Pierre Bertrand
- Régisseur extérieur : Charles Chieusse et Maurice Jumeau
- Manège : Début de Roseville
- Script-girl : Colette Crochot
- Ensemblier : Louis Seuret
- Maquette et costumes de Jacques Fonteray, réalisées sous la direction de Gérard Blaise par Marie Gromtsev, Raymonde et Catherine
- Chef costumier : Pierre Nourry
- Le costume de Caroline chérie est édité par Dorothée Bis
- Attaché de presse : A.M Roy et Yvan Heldman
- Maquillage : Jacques Bouban
- Chef posticheur : Huguette lalaurette
- France Anglade était coiffée par Marc Blanchard
- Perruques de Maurice Franck
- Photographe de plateau : Maurice Chapiron
- Studios et laboratoire Eclair à Épinay-sur-Seine
- Enregistrement Westrex 1135 Ste S N E C
- Trucage et générique : C.T.R
- Directeur de production : Jean Velter
- Coproduction : Cineurop (Paris) - A.Mancori, A.M Chrétien (Rome) - Norddeutsche, Filmproduktions, Gemeinschaft (Hambourg)
- Pays de production :  France,  Allemagne de l'Ouest,  Italie[1]
- Langue originale : Français
- Format : Couleurs par Eastmancolor - 2,35:1 - Son mono - 35 mm
- Genre : Aventures historiques[1]
- Durée : 105 minutes
- Visa d'exploitation : 31.698
- Dates de sortie : 
  - Italie : 18 janvier 1968
  - France : 2 février 1968[1]
  - Allemagne de l'Ouest : 22 mars 1968

## Distribution
- France Anglade : Caroline de Bièvre, mariée à l'avocat Georges Berthier
- François Guérin : Gaston de Sallanches, l'amour de Caroline
- Bernard Blier : Georges Berthier, avocat et député à la convention
- Karin Dor : Isabelle de Coigny, une maîtresse de Gaston
- Giorgio Albertazzi (VF : Dominique Paturel) : Jean Albencet, le géologue qui cherche un assistant
- Vittorio De Sica (VF : Jean Martinelli) : Le comte de Bièvre, père de Caroline
- Françoise Christophe: La Chabanne, l'assistante du docteur Belhomme
- Jean-Claude Brialy : De Boimussy, l'aristocrate guillotinné
- Charles Aznavour : Le postillon qui sauve caroline
- Gert Fröbe : Le docteur Belhomme
- Jacques Monod : De Carilly, le docteur qui a racheté le château du comte
- François Chaumette : Van Krift 1
- Isa Miranda : La duchesse de Bussez
- Valeria Ciangottini: Marie-Anne de Forbin
- Jean-Pierre Darras : Van Krift 2
- Roger Dumas : Clément, l'ancien jardinier du comte
- Pierre Vernier : Le général Bonaparte
- Denis Savignat : Un aristocrate à Vincennes
- Henri Virlojeux : Le docteur Guillotin
- Béatrice Altariba: aristocrate chez Belhomme
- Michel Barbey
- Didier Chéreau
- Jacques Richard : Le commissaire à la perquisition
- Claude Bertrand : Le municipal de la prison
- Jacques Hilling : L'homme du relais
- Michel Tureau : Un agent qui recherche Caroline
- Pierre Leproux : Un ami de Berthier
- André Badin : Un domestique à Vincennes
- Pierre Lafont : Un autre domestique à Vincennes
- Béatrice Costantini
- Dominique Zardi : Un assistant du municipal de la prison
- Jean-Pierre Sentier : Un révolutionnaire
- Sady Rebbot : L'homme enfermé avec Caroline
- Denise Péron
- Daniel Ceccaldi : voix du narrateur